# 찬 보르시
찬 보르시(-борщ)는 동유럽식 국 또는 수프인 보르시를 차게 먹는 음식이다. 주로 여름에 먹는다. 리투아니아에서는 샬티바르셰이(리투아니아어: šaltibarščiai)로 불리며 국민 음식 가운데 하나이기도 하다.

## 이름
- 라트비아: 아욱스타 주파(라트비아어: aukstā zupa→찬 국)
- 러시아: 스베콜니크(러시아어: свекольник), 홀로드니크(러시아어: холодник), 홀로드니 보르시(러시아어: холодный борщ→찬 보르시)
- 리투아니아: 샬티바르셰이(리투아니아어: šaltibarščiai), 샬바르크슈테(사모기티아어: šalbarkštē)
- 벨라루스: 할라드니크(벨라루스어: халаднік)
- 우크라이나: 홀로드니크(우크라이나어: холодник), 홀로드니 보르시(우크라이나어: холодний борщ→찬 보르시)
- 폴란드: 흐워드니크 리테프스키(폴란드어: chłodnik litewski), 바르슈치 리테프스키(폴란드어: barszcz litewski→리투아니아 바르슈치)

## 만들기
파와 오이를 잘게 썰고, 비트는 강판에 간다. 비트의 경우 잘게 채썰거나 갈아서 병조림된 기성품을 사용하는 경우도 많다. 케피르를 붓고, 소금으로 간한다. 우유나 스메타나 등을 넣어 점도를 조절하기도 한다. 딜을 뿌리기도 하며, 삶은 달걀을 고명으로 올리기도 한다.

## 같이 보기
- 보트비니야
- 오크로시카